# پرسیکاریا ماکولسا
پرسیکاریا ماکولسا (نام علمی: Persicaria maculosa) نام یک گونه از تیره هفت‌بندیان است.